# Vladan Vukosavljević
Vladan Vukosavljević (in serbo Владан Вукосављевић?; Jagodina, 6 ottobre 1984) è un cestista serbo.